# Olympic Skating Rink
Die Olympic Skating Rink war eine temporäre Freilufteisschnelllaufbahn in der US-amerikanischen Squaw Valley im Bundesstaat Kalifornien.
Das 400 Meter runde Eisschnelllauf-Oval wurde anlässlich der Olympischen Winterspiele 1960 neben der Blyth Arena errichtet. Auf der Bahn wurden während den Spielen insgesamt vier Weltrekorde aufgestellt. Die Eisbahn verfügte über zwei Bahnen mit einer Breite von je 5 Metern und einer Einlaufbahn mit einer Breite von 4 Metern.

## Aufgestellte Weltrekorde
| Disziplin    | Zeit        | Athlet            | Datum            |
| ------------ | ----------- | ----------------- | ---------------- |
| 500 Meter    | 40,02 s     | Jewgeni Grischin  | 24. Februar 1960 |
| 1500 Meter   | 2:25,2 min  | Lidija Skoblikowa | 21. Februar 1960 |
| 10.000 Meter | 15:46,6 min | Knut Johannesen   | 27. Februar 1960 |
| 10.000 Meter | 16:14,2 min | Kjell Bäckman     | 27. Februar 1960 |